# Georg Grimm
Georg Grimm (Rollhofen, 25 febbraio 1868 – Utting am Ammersee, 26 agosto 1945) è stato un giurista e magistrato tedesco, pioniere del buddismo in Germania.

## Biografia
Dopo aver inizialmente studiato teologia con l'obbiettivo di diventare sacerdote cattolico, decise di dedicarsi al diritto e divenne giudice. Nel 1919 si dimise dal tribunale regionale superiore.
Il suo interesse per le questioni filosofiche lo portò a studiare intensamente Arthur Schopenhauer. Fu uno dei fondatori della Schopenhauer-Gesellschaft nel 1911, insieme a Karl Eugen Neumann e Paul Deussen. 
Schopenhauer era attratto dal buddismo  e da uno dei suoi ispiratori: l'occultista Carl Du Prel. Si applicò nello studio dell'indologia, imparando in particolare il pāli: la lingua in cui si sono conservati i più antichi discorsi del Buddha. Nella sua carriera giuridica, fu considerato il "giudice più mite della Baviera". Georg Grimm ebbe un'amicizia di lunga data con l'allora importante indologo e filosofo Paul Deussen, amico d'infanzia di Friedrich Nietzsche. 
Il 20 luglio 1921 fondò a Utting am Ammersee la Buddhistische Gemeinde für Deutschland (Comunità buddista per la Germania) insieme all'indologo e studioso del pāli Karl Seidenstücker, trasformata il 26 settembre 1924 in Buddhistische Loge zu den Drei Juwelen (Loggia buddista dei tre gioielli) e in Altbuddhistische Gemeinde (Antica Comunità buddista) (ABG) nel giugno 1935. La comunità ebbe sede a Utting am Ammersee fino al suo scioglimento, avvenuto verso la fine del 2002.

## Insegnamento
Il buddismo di Georg Grimm si differenziò da quasi tutte le scuole buddiste asiatiche per la sua interpretazione dell'Anātman. Egli partì dal presupposto che il Buddha non volesse insegnare che non esiste un ego in senso ultimo, ma che al contrario volesse rivelare il vero e immortale ego dell'uomo. La visione di Grimm si avvicinò quindi maggiormente agli insegnamenti della dottrina pudgalavada, ormai defunta. La sua deviazione dalla tradizione buddista è stata ampiamente analizzata e criticata dall'indologo Helmuth von Glasenapp e dal filosofo Volker Zotz.

## Pubblicazioni (selezione)
- Buddha und Christus. Kein höheres Gesetz als die Wahrheit. Neuer Geist, Leipzig 1928.
- Buddhistische Weisheit. Das Geheimnis des ICH. Bausteine der Erkenntnis. Altbuddhistische Gemeinde, Utting 1979.
- Die Lehre des Buddho. Die Religion der Vernunft und der Meditation. Hrsg. Maya Keller-Grimm und Max Hoppe. Aurum, Freiburg 1988.
- Die Todesfurcht und ihre Überwindung. Utting (Altbuddhistische Gemeinde) 1996.
- Ewige Fragen. Die religiösen Grundprobleme und ihre Lösung im indischen Geiste. Eine Einführung in die philosophischen Religionen. 2. erweit. Auflage. Konstanz 1950.
- Der Buddhaweg für dich.  3., überarb. Auflage. Adyar, Satteldorf 1998.
- Der Samsāro, die Weltenirrfahrt der Wesen. Theosophisches Verlagshaus, Leipzig 1935.